# Samuel Friedrich Hassel

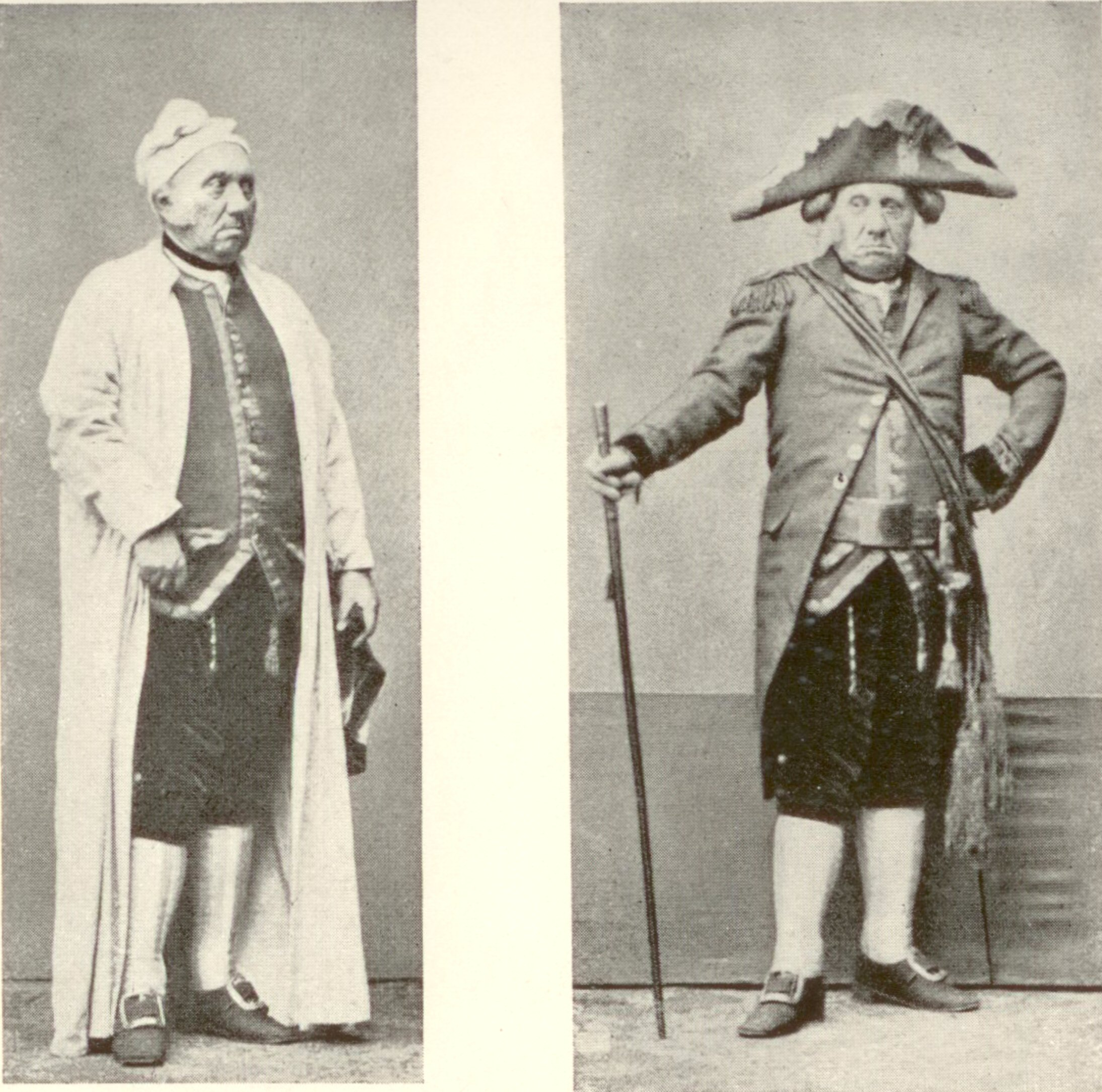
Hassel als Bürger-Capitain

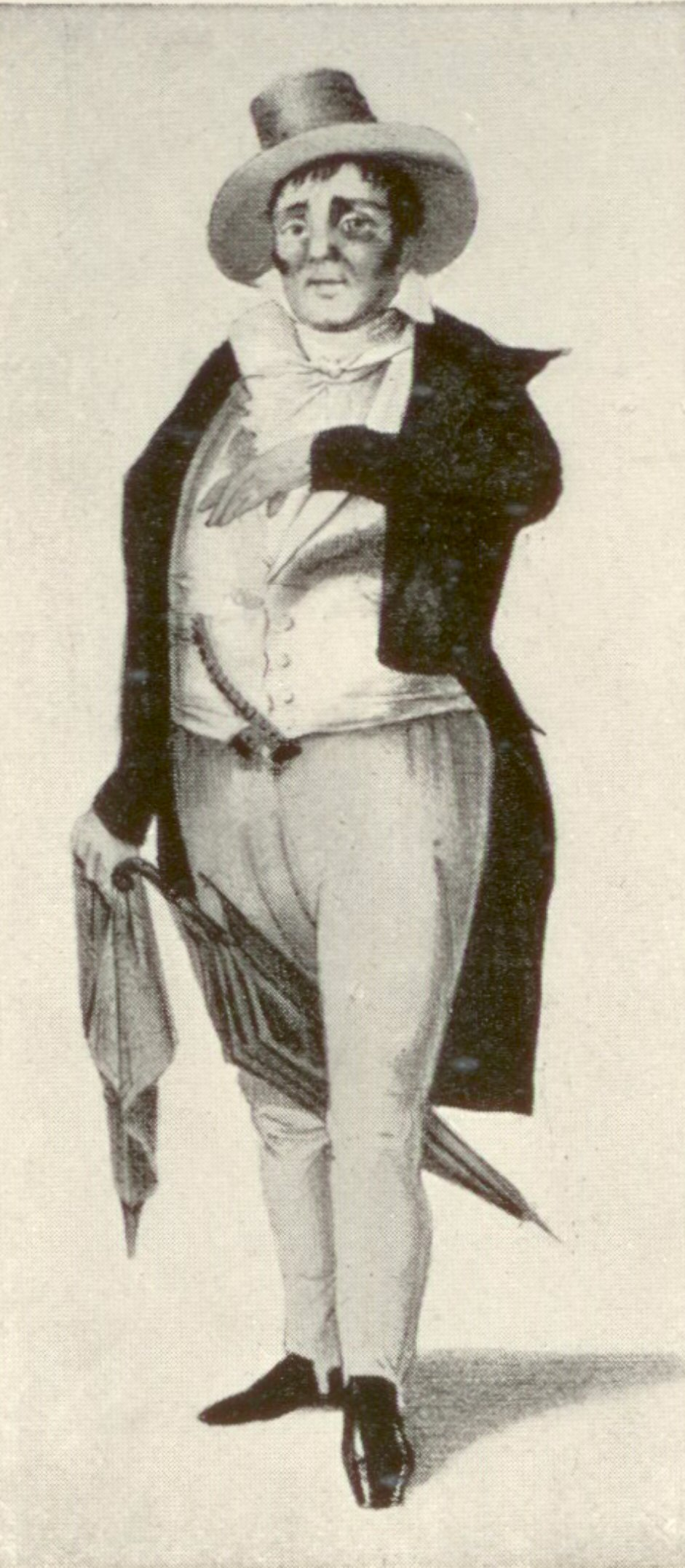
Hassel als Hampelmann in Die Landpartie nach Königstein

Samuel Friedrich Hassel (* 9. September 1798 in Frankfurt am Main; † 3. Februar 1876 ebenda) war ein deutscher Sänger (Bass), Volksschauspieler und Komiker.

## Leben
Hassel debütierte bereits mit 16 Jahren am Frankfurter Theater. 1816 sang er den „Rodrigo“ in Peter von Winters Oper Maria von Montalban seine erste Solopartie. 1818 wurde er als zweiter Bassist nach Mainz berufen, kehrte aber trotz großer Erfolge bereits 1821 nach Frankfurt zurück. Von da ab trat er 45 Jahre hindurch bis zu seiner Abschiedsvorstellung am 26. März 1866 nur noch am Frankfurter Theater auf.
Hassel war ein überaus populärer Sänger und Schauspieler. Er spielte in fast jedem Frankfurter Lokalstück, das zwischen 1820 und 1866 uraufgeführt wurde, eine Hauptrolle. Über vierzig Jahre lang gab er seit der Uraufführung am 13. August 1821 den „Bürger-Capitain“ im gleichnamigen Lustspiel von Carl Malß. Über dreißig Jahre lang spielte er den „Hampelmann“ in Malß’ Landpartie nach Königstein, in insgesamt 247 Vorstellungen seit der Uraufführung am 26. November 1832. Seine freiwillige Beschränkung auf das Frankfurter Theater und das lokale Genre verhinderten eine überregionale Anerkennung, doch gehört er wegen seiner Vielseitigkeit zu den großen Bühnenkünstlern seiner Zeit.
Hassel gehörte der Künstler- und Gelehrten-Gesellschaft Iris an. Er war Verfasser mehrerer, allerdings nicht erfolgreicher, Lokalstücke sowie von theoretischen Schriften über den Schauspielstil in Lokalpossen. Am 12. November 1864 feierte er mit einer großen Festgesellschaft sein 50-jähriges Bühnenjubiläum im Saalbau in der Junghofstraße. 1866 ernannten ihn die städtischen Bühnen zum Ehrenmitglied. 
Am 31. Oktober 1875 trat er letztmals in einer Wohltätigkeitsveranstaltung auf. Hassel starb am 3. Februar 1876 und wurde auf dem Frankfurter Hauptfriedhof begraben. Seit der Erweiterung des Frankfurter Rathauses 1904 erinnert eine Büste an der Westfassade des Südbaus in der Buchgasse an Hassel als bedeutenden Vertreter der Frankfurter Künstlerschaft.